# Carlos Gómez-Herrera
Carlos Gómez-Herrera (Marbella, 30 april 1990) is een Spaans tennisser.

## Carrière
Gómez-Herrera kende in 2021 zijn grootste succes aan de zijde van Novak Djokovic op het ATP-toernooi van Mallorca. Ze wisten samen de finale te bereiken maar lieten verstek gaan omwille van een blessure bij Gómez-Herrera. Hij won daarnaast ook een challenger in 2019 aan de zijde van de Rus Tejmoeraz Gabasjvili.

## Palmares
| Legenda                       | Legenda               |
| ----------------------------- | --------------------- |
| Grand Slam                    |                       |
| Olympische Spelen             |                       |
| tot 2009                      | vanaf 2009            |
| Tennis Masters Cup            | ATP Finals            |
| ATP Masters Series            | ATP Tour Masters 1000 |
| ATP International Series Gold | ATP Tour 500          |
| ATP International Series      | ATP Tour 250          |

### Dubbelspel
| Nr.                              | Datum            | Toernooi     | Ondergrond | Partner              | Tegenstander in finale                 | Score    | Details |
| -------------------------------- | ---------------- | ------------ | ---------- | -------------------- | -------------------------------------- | -------- | ------- |
| gewonnen finales herendubbelspel |                  |              |            |                      |                                        |          |         |
| verloren finales herendubbelspel |                  |              |            |                      |                                        |          |         |
| 1.                               | 26 juni 2021     | ATP Mallorca | Gras       | Novak Djokovic       | Simone Bolelli Máximo González         | w/o      | details |
| gewonnen challengers             |                  |              |            |                      |                                        |          |         |
| 1.                               | 18 augustus 2019 | Portorož     | Hardcourt  | Tejmoeraz Gabasjvili | Lucas Miedler Tristan-Samuel Weissborn | 6-3, 6-2 |         |